# Derek Johnstone
Pour les articles homonymes, voir Johnstone.
Derek Johnstone est un footballeur écossais né le 4 novembre 1953 à Dundee. Il fait partie du Rangers FC Hall of Fame et du Scottish Football Hall of Fame, depuis 2008, lors de la cinquième session d'intronisation.

## Biographie
Il fit la majeure partie de sa carrière aux Glasgow Rangers, principalement comme attaquant mais également comme milieu axial ou comme défenseur central.
Il joua également à Chelsea et fut brièvement l'entraîneur du Partick Thistle FC avant de devenir commentateur sportif.
Joueur mythique des Rangers et membre de leur Hall of Fame, Derek a également connu une belle carrière internationale avec 14 apparitions pour deux buts. Il a la particularité d'avoir évolué comme défenseur, milieu et attaquant en équipe nationale.

## Palmarès
Rangers FC
- Champion du Championnat d'Écosse de football (3) :
  - 1975, 1976 & 1978.
- Vice-champion du Championnat d'Écosse de football (3) :
  - 1973, 1977 & 1979.
- Meilleur buteur du Championnat d'Écosse de football (1) :
  - 1978: 25 buts.
- Vainqueur de la Scottish Cup (5) :
  - 1973, 1976, 1978, 1979 & 1981.
- Finaliste de la Scottish Cup (5) :
  - 1971, 1977, 1980, 1982 & 1983.